# Osburg
Osburg (moselfränkisch: Öhsborsch [øːsboʁʃ, øːsborʃ]) ist eine Ortsgemeinde im Landkreis Trier-Saarburg in Rheinland-Pfalz. Sie gehört der Verbandsgemeinde Ruwer an, die ihren Verwaltungssitz in Waldrach hat.

## Geographie
Die Gemeinde liegt im Erholungsgebiet Osburger Hochwald und im Naturpark Saar-Hunsrück nahe dem Riveristal (und der Riveristalsperre) zwischen Trier und Hermeskeil im moselfränkischen Sprachraum.
Bei Osburg befindet sich an der Landesstraße 151 das Gewerbe- und Industriegebiet im Ortsteil Neuhaus. Der Ortsteil Forsthaus Sternfeld befindet sich ebenfalls an der L 151.
Am Rösterkopf entspringt die Ruwer, ein rechter Zufluss der Mosel.
Umliegende Gemeinden sind Waldrach, Thomm, Farschweiler, Beuren (Hochwald), Reinsfeld, Kell am See, Holzerath, Bonerath und Riveris.

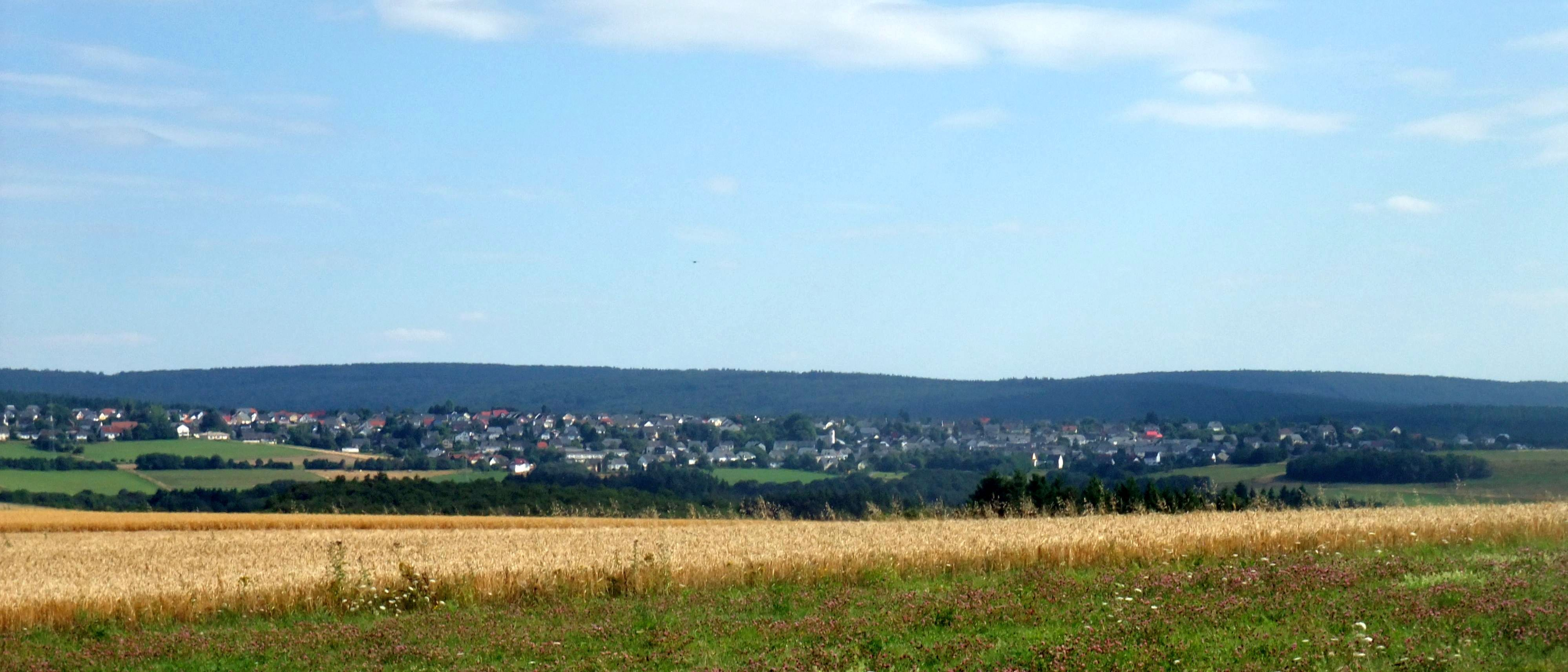
Ortslage

### Klima
Das Klima des Ortes Osburg sowie des gesamten Osburger Hochwaldes als Teil des Hunsrück ist ozeanisch geprägt. Die Sommer sind recht kühl, die Winter -im Vergleich zu weiter östlich gelegenen Mittelgebirgen- eher mild, aber auf Grund der Höhenlage und häufiger Niederschläge im Winter, durchaus schneereich.
Im Sommer sind Hitzetage mit Tageshöchsttemperaturen von mehr als 30 °C im Gegensatz zum naheliegenden Moseltal recht selten. Selbst Sommertage mit einer Höchsttemperatur von 25 °C und mehr gibt es nicht häufig. Im Vergleich zu Becken- und Tallandschaften tritt in Osburg im Sommer daher eine wesentlich geringere Schwüle- und Wärmebelastung auf. Raureif tritt zum Teil noch im Juni und oft auch schon wieder im September auf. Auch in den Hochsommermonaten Juli und August treten in Osburg Tiefsttemperaturen von 5 °C und darunter auf. Mit Schneefall oder Schneeregen muss selbst noch im Mai (so z. B. noch am 23. Mai 2013) und bereits wieder im Oktober gerechnet werden. Es ist ganzjährig recht windig mit zum Teil schweren Stürmen im Winterhalbjahr.
Statistische Erhebungen von 2003 bis 2015 haben gezeigt, dass die Durchschnittstemperatur in Osburg mit ca. 8 °C in etwa um 3 °C niedriger liegt als in den Niederungen des Moseltales. Während die Täler von Mosel, Saar und Ruwer im Herbst und Winter oft in dichte Talnebel gehüllt sind, herrscht zur gleichen Zeit in Osburg auf Grund der Höhenlage oft schönes Wetter mit einer guten Fernsicht, die nach Norden und Nordwesten weit in die Eifel und bis in die luxemburgisch-belgischen Ardennen reicht. Durch diesen Inversionseffekt herrscht in den Höhenlagen oft eine besonders gute und klare Luft, die im Hunsrück anerkanntermaßen eine hohe Qualität aufweist.
Die Niederschlagshöhe ist in Osburg mit durchschnittlich ca. 1.060 Liter pro m² im Jahr (Durchschnittswert 2003 bis 2015) – wie im ganzen südwestlichen Hunsrück – recht hoch. Die Niederschlagshöhen im Osburger Hochwald gehören auf Grund der ausgeprägten Luvlage zu den höchsten in Rheinland-Pfalz. Tagesniederschlagssummen von 50 bis 100 Liter/m² können durchaus auftreten (in Osburg z. B. 88,2 Liter pro m² innerhalb 24 Stunden am 26./27. August 2010). Die monatlichen Niederschläge können in Osburg durchaus deutlich mehr als 200 Liter pro m² betragen (z. B. Juli 2014 mit 237,4 Liter pro m²).

## Geschichte

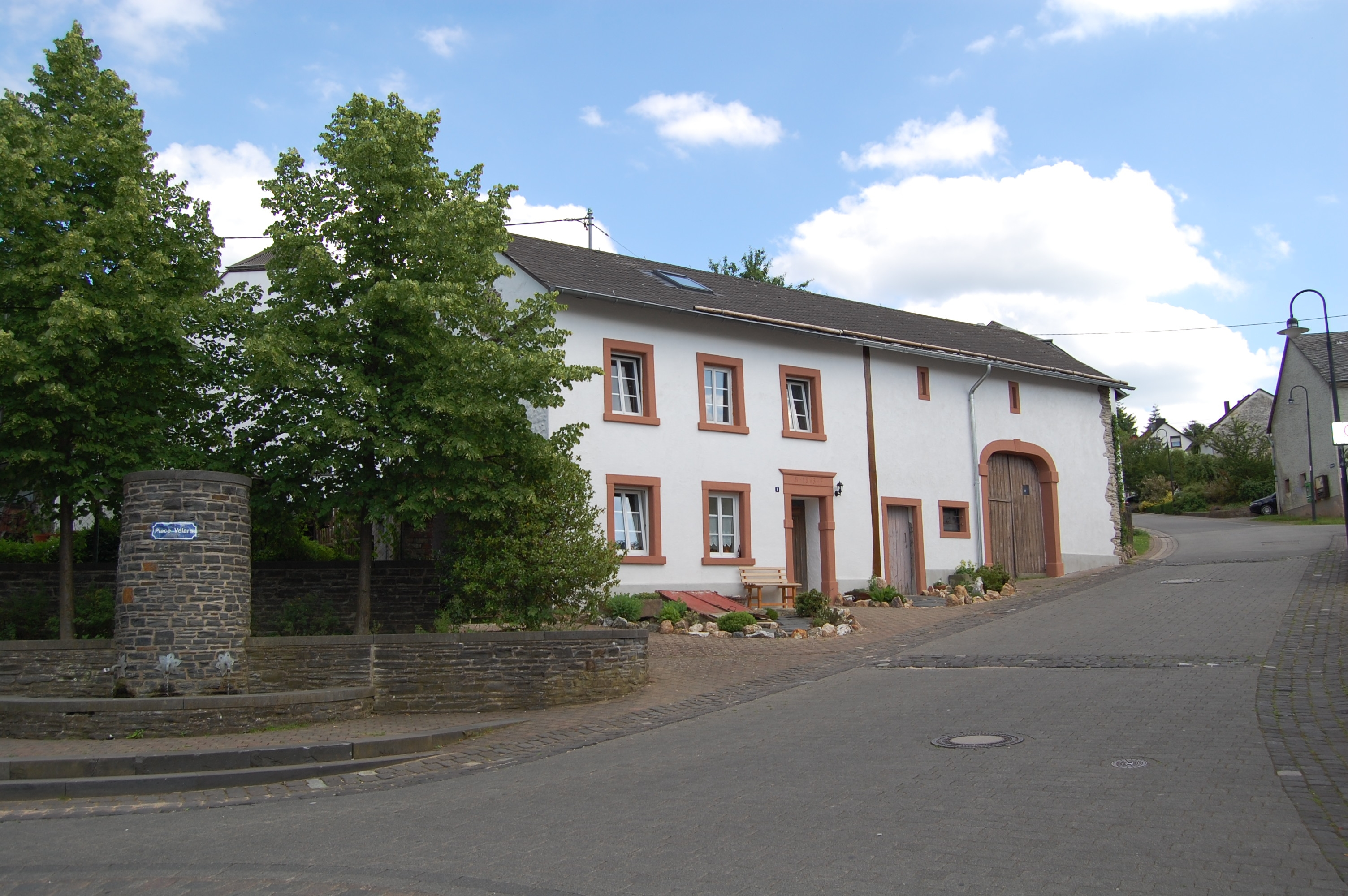
Typisch moselfränkisches Gehöft in der Ortsmitte

Die Gegend um Osburg war vermutlich schon vor mehr als 2000 Jahren besiedelt, was Funde von Gegenständen und Bodendenkmalen, sowohl römischen als auch vor-/keltischen Ursprungs belegen.
Zwischen 1190 und 1200 wurde der Ort erstmals als Oysperg überliefert bei einer königlichen Schenkung des Hochwaldes an den Trierer Erzbischof. Im Liber annalium iurium um 1212 wurden für den Ort die dem Erzbischof gehörenden Hufen, eine Mühle und eine Pfarrkirche erwähnt. Im 13. Jahrhundert erschien der Ort als Ozburc, Ozburch oder Hozburch. Eine erzbischöfliche Hofstatt und der Bau eines Gebäudes für einen Hofmann wurden 1317 erwähnt.
Der Zusammenhang der Personen Peter von Osburg und des Obristen Jakob von Osburg mit dem Ort ist ungeklärt. Ein weiterer Peter von Osburg, auch Johann Peter von Bernkastel genannt, war 1461–1464 Geistlicher in St. Wendel.
Bis zum Ende des 18. Jahrhunderts gehörte Osburg zur Pflege Waldrach im Amt Pfalzel des Kurfürstentums Trier. Nach der Inbesitznahme des Linken Rheinufers durch französische Revolutionstruppen gehörte der Ort von 1798 bis 1814 zum Kanton Hermeskeil im Saardepartement und kam 1815 aufgrund der auf dem Wiener Kongress getroffenen Vereinbarungen zum Königreich Preußen. Im Jahr 1816 wurde die Gemeinde dem Landkreis Trier zugeordnet und gehörte von 1822 an zur Rheinprovinz. Unter der preußischen Verwaltung gehörte Osburg zur Bürgermeisterei Farschweiler und später zum Amt Waldrach. Die Waldhüttensiedlungen rund um den Ort wurden Mitte des 19. Jahrhunderts aufgelöst. Im Jahre 1893 wurde die Straße zwischen Waldrach und Hermeskeil über Hinkelhaus und Neuhaus fertiggestellt, 1913 erhielt Osburg Wasserleitungen und elektrischen Strom.
Im Zweiten Weltkrieg wurde der Ort zu etwa 60 % zerstört. Südöstlich von Osburg befindet sich in der Nähe der Landesstraße 151 an der Grünbrücherschneise ein Bunker als Teil des ehemaligen Westwalls. Ende des 20. Jahrhunderts entstanden mehrere Neubaugebiete und das Gewerbe- und Industriegebiet Osburg-Neuhaus. Erstmals in seiner Geschichte stellte Osburg als „Nichtweinort“ mit Julia Bonert die Ruwerweinkönigin 2004/2006.

## Bevölkerungsentwicklung
Die Entwicklung der Einwohnerzahl von Osburg, die Werte von 1871 bis 1987 beruhen auf Volkszählungen:
| Osburg: Einwohnerzahlen von 1815 bis 2023 | Osburg: Einwohnerzahlen von 1815 bis 2023 | Osburg: Einwohnerzahlen von 1815 bis 2023 | Osburg: Einwohnerzahlen von 1815 bis 2023 | Osburg: Einwohnerzahlen von 1815 bis 2023 |
| ----------------------------------------- | ----------------------------------------- | ----------------------------------------- | ----------------------------------------- | ----------------------------------------- |
| Jahr                                      |                                           |                                           |                                           | Einwohner                                 |
| 1815                                      | 1815                                      |                                           | 515                                       | 515                                       |
| 1835                                      | 1835                                      |                                           | 850                                       | 850                                       |
| 1871                                      | 1871                                      |                                           | 1.055                                     | 1.055                                     |
| 1905                                      | 1905                                      |                                           | 1.092                                     | 1.092                                     |
| 1939                                      | 1939                                      |                                           | 1.246                                     | 1.246                                     |
| 1950                                      | 1950                                      |                                           | 1.227                                     | 1.227                                     |
| 1961                                      | 1961                                      |                                           | 1.380                                     | 1.380                                     |
| 1970                                      | 1970                                      |                                           | 1.514                                     | 1.514                                     |
| 1987                                      | 1987                                      |                                           | 1.599                                     | 1.599                                     |
| 1997                                      | 1997                                      |                                           | 1.733                                     | 1.733                                     |
| 2005                                      | 2005                                      |                                           | 2.252                                     | 2.252                                     |
| 2011                                      | 2011                                      |                                           | 2.400                                     | 2.400                                     |
| 2017                                      | 2017                                      |                                           | 2.435                                     | 2.435                                     |
| 2023                                      | 2023                                      |                                           | 2.369                                     | 2.369                                     |
|                                           |                                           |                                           |                                           |                                           |

## Politik

### Gemeinderat
Der Ortsgemeinderat in Osburg besteht aus 16 Ratsmitgliedern, die bei der Kommunalwahl am 9. Juni 2024 in einer personalisierten Verhältniswahl gewählt wurden, und dem ehrenamtlichen Ortsbürgermeister als Vorsitzendem.
Sitzverteilungen im Gemeinderat:
| Wahl | SPD | CDU | FWG * | GfO * | Gesamt   |
| ---- | --- | --- | ----- | ----- | -------- |
| 2024 | –   | –   | 9     | 7     | 16 Sitze |
| 2019 | 5   | –   | 11    | –     | 16 Sitze |
| 2014 | 5   | 2   | 9     | –     | 16 Sitze |
| 2009 | 5   | 3   | 8     | –     | 16 Sitze |
| 2004 | 4   | 3   | 9     | –     | 16 Sitze |

### Ortsbürgermeister
Andreas Dewald (FWG) wurde am 22. September 2022 September 2022 Ortsbürgermeister von Osburg. Bei der Direktwahl am 11. September 2022 war er mit einem Stimmenanteil von 78,4 % gewählt worden. Bei der Direktwahl am 9. Juni 2024 wurde er als einziger Bewerber mit 71,6 % für fünf Jahre erneut gewählt.
Liste der Ortsbürgermeister:
- Hans Rausch, CDU, bis 1984
- Werner Mergens, FWG, 1984 bis 2011, Träger des Bundesverdienstordens[9]
- Hubert Rommelfanger, FWG, 2012 bis 2017
- Klaus Bauer, SPD, 2017[10] bis 2019
- Silvia Klemens, FWG, 2019[11] bis 2022[12]
- Andreas Dewald, FWG, ab 2022

### Wappen
| Wappen von Osburg | Blasonierung: „Der Schild ist geteilt und in der oberen Hälfte gespalten. Rechts oben in Silber ein rotes Balkenkreuz. Links oben in Blau eine silberne Burg mit einem Turm. Unten in Gold ein grüner Dreiberg mit drei grünen Tannen.“ |
| Wappen von Osburg | Wappenbegründung: Das rote Kreuz in Silber ist das heraldische Wahrzeichen des Erzbistums und Kurstaates Trier, zu dem Osburg vom Mittelalter bis Ende des 18. Jahrhunderts gehörte. Die Burg erinnert an die ehemalige Burg Osburg, deren Turm in dieser Form heute als Turm der modernen Pfarrkirche erhalten ist. Der Dreiberg mit den Tannen weist auf die landschaftliche Lage von Osburg im Trierer Hochwald hin. |

### Partnergemeinden
- Velars sur Ouche im Département Côte-d’Or, Arrondissement Dijon, Frankreich, seit 1993

## Kultur und Sehenswürdigkeiten
Der mittelalterliche Rundturm dient der Kirche als Glockenturm.
Mehr als 20 Vereine sind in verschiedenen gesellschaftlichen Bereichen aktiv.
Die Gewerbevereinigung Osburger Hochwald e. V. mit Sitz in Osburg bestand von 2002 bis 2018 und führte mehrfach Gewerbeschauen im Gewerbe- und Industriegebiet Osburg-Neuhaus durch.
Das Osburger Dorf- und Heimatfest erlangte überregionale Bedeutung durch den Auftritt international bekannter Interpreten.
Siehe auch
- Liste der Kulturdenkmäler in Osburg
- Liste der Naturdenkmale in Osburg

## Wirtschaft und Infrastruktur
Nahe Osburg-Neuhaus befindet sich ein 380-Kilovolt-Umspannwerk, es wird betrieben durch die Amprion GmbH.
Die Anlage ist Bestandteil des europäischen Höchstspannungsnetzes und dient der Versorgung im Trierer Umland.
Siehe auch: Liste der Schaltanlagen im Höchstspannungsnetz in Deutschland#Rheinland-Pfalz.

### Medien
Örtliche Medien sind der Trierische Volksfreund, der Mosel-Ruwertaler Wochenspiegel und das Amtsblatt der Verbandsgemeinde Ruwer.

### Öffentliche Einrichtungen
- Schule, Kindergarten, Seniorenheim mit Tagespflege (ab 2024), Feuerwehrhaus, Festplatz, Sportplatz, Tennisplätze, Vereinshaus, Pfarrheim
- Osburger Hochwaldhalle

### Verkehr
Osburg liegt an der Landesstraße 151 (Kenn – Reinsfeld) und über den Rösterkopf führt die Landesstraße 146 (Holzerath – Reinsfeld).
Bei Osburg-Neuhaus führt die Landesstraße 149 in Richtung Lorscheid/Bescheid.
Bei Reinsfeld besteht ein Anschluss an die Bundesautobahn 1 und bei Kenn an die Bundesautobahn 64a sowie an die Bundesautobahn 602.
Die Kreisstraße 67 verläuft zwischen Osburg und Osburg-Neuhaus.
Osburg liegt im Bereich des Verkehrsverbundes Region Trier und wird von folgenden Linien bedient:
- Linie 20: Trier – Farschweiler
- Linie 202: Osburg – Thomm
- Linie 205: Osburg – Hermeskeil

Zahlreiche Wanderwege führen durch den Osburger Hunsrück, den Osburger Hochwald oder um die Riveristalsperre.
Der örtliche Verbindungswanderweg Os1 hat eine Länge von 7,6 km und verläuft von der Ortsmitte Osburg ins Misselbachtal, vorbei am Altweiher bis zum Gezeichneten Baum.
Der Wanderweg Os2 (alt) hat eine Länge von 4,1 km und beginnt ebenfalls in der Ortsmitte, führt zur Freizeitanlage Schornstein-Wald und weiter bis zur Schutzhütte an der Riveristalsperre.
Die Osburger Ameisenschleife Os2 (neu) ist ein 11 km langer Rundwanderweg mit Informationstafeln zum Osburger Wald, dessen Historie und seine Funktion als Lebensraum, u. a. für ein großes Vorkommen an Waldameisen.
Der Osburger Panoramaweg Os3 ist ein Spazier- und Rundwanderweg auf befestigten Wegen rund um Osburg mit einer Länge von 7,7 km und vielen Aussichten und Fernblicken in den Naturpark Saar-Hunsrück oder das Tal der Mosel.

## Persönlichkeiten
- Wilhelm Becker (1913–1994), Düsseldorfer Automobilhändler
- Regine Barbie geb. Willms (1915–1982), Ehefrau des SS-Kriegsverbrechers Klaus Barbie[15]
- Hans-Peter Dellwing (* 1950), Fußballschiedsrichter
- Kristina Krewer (* 1989), Kegelsportlerin